# Лекарева, Вера Александровна
Лекарева Вера Александровна (род. 4 января 1948, РСФСР Куйбышев ныне Самара) — российский профсоюзный деятель. Депутат Государственной думы III (2000—2003 гг.) и V созывов (2007—2011 гг.) от Самарской области. Проживает и работает в Москве.

## Биография
Родилась 4 января 1948 года в городе Куйбышеве (ныне — Самара).

### Образование
В 1978 году окончила Куйбышевский педагогический институт имени В. В. Куйбышева по специальности: Учитель истории, обществоведения и английского языка средней школы.
В 2002 году окончила Российскую академию адвокатуры. Кандидат исторических наук (тема диссертации — «Роль физической культуры в укреплении социальной стабильности государства 1917—1928 гг.: на материале Среднего Поволжья»).

### Профессиональная деятельность
С 1966 по 1973 год — работа на металлургическом заводе — термист.
С 1978 по 1982 год — Куйбышевский государственный педагогический институт им. В. В. Куйбышева, работа по распределению учителем истории, завучем.
С 1982 по 1988 год — металлургический завод мастер, начальник участка, директор стадиона «Металлург».
С 1988 по 1999 год — Федерация Независимых профсоюзов Самарской области, директор Управления спортсооружений.
В 1995 году баллотировалась в Госдуму РФ,по 152 одномандатному округу , проиграла кандидату от КПРФ Макашову ( 37% против 19%)
С 1999 по 2003 год — избрана депутатом Государственной Думы III созыва по Промышленному одномандатному избирательному округу № 152 Самарской области, набрала 23%. Заместитель председателя Комитета ГД по делам женщин, семьи и молодежи, член фракции Союз правых сил. Покинув партию, обвинила в развале фракции Б. Б. Надеждина, Н. Ю. Брусникина, Н. И. Травкина.
С 1999 по 2003 год — председатель самарского регионального отделения политической партии «Союз правых сил» (СПС).
В 2000 году — директор Управления спортивных сооружений Федерации профсоюзов Самарской области.
В 2003году проиграла выборы по 152одномандатному округу своему предшественнику кандидату от КПРФ Макашову ( 45% против 18%) .
В результате приватизации объектов Федерации профсоюзов Самарской области, семья является совладельцем турбазы «Дубки», расположенного в районе Студеного оврага, Самары.
С 2004 по 2007 год — советник Председателя Совета Федерации Федерального Собрания Российской Федерации С. М. Миронова.
С 2007 по 2011 год депутат Государственной Думы V созыва в составе федерального списка кандидатов партии Справедливая Россия, мандат передан Лекаревой после отказа мэра Самары Виктора Тархова. Член Комитета ГД по бюджету и налогам.
Была Заместителем председателя «Самарского союза женщин», Заслуженный работник физической культуры и спорта РФ.
С 2011 по 2014 год помощник Депутата Государственной Думы РФ С. П. Горячевой
С 2015 года помощник Депутата Государственной Думы РФ Е. А. Вторыгиной.
Член Совета при Председателе Совета Федерации В. И. Матвиенко по взаимодействию с институтами гражданского общества, Член Президиума РОО «Форум Женщин Москвы», Член экспертного совета Комитета по делам семьи, женщин и детей Государственной Думы, Член Общественного совета при Уполномоченном по правам человека Москвы.
С 2016 года заместитель директора по взаимодействию с государственными органами власти ГБУ МДОО «Московский дом общественных организаций».

## Награды
- Заслуженный работник физической культуры и спорта Российской Федерации
- Благодарность Правительства Российской Федерации (22 июля 2009) — за заслуги в законотворческой деятельности и многолетнюю добросовестную работу[5]